# برایون، اندر
برایون، اندر (به فرانسوی: Brion) یک کمون در فرانسه است که در اندر واقع شده‌است. برایون ۴۴٫۲ کیلومتر مربع مساحت و ۵۰۵ نفر جمعیت دارد و ۱۸۰ متر بالاتر از سطح دریا واقع شده‌است.